# Сан Фјорано
Сан Фјорано (итал. San Fiorano) је насеље у Италији у округу Лоди, региону Ломбардија.
Према процени из 2011. у насељу је живело 1626 становника. Насеље се налази на надморској висини од 53 м.

## Становништво
Према резултатима пописа становништва 2011. у општини је живело 1.804 становника.
| 1931. | 1936. | 1951. | 1961. | 1971. | 1981. | 1991. | 2001. | 2011. |
| ----- | ----- | ----- | ----- | ----- | ----- | ----- | ----- | ----- |
| 1.668 | 1.664 | 1.628 | 1.461 | 1.357 | 1.525 | 1.619 | 1.635 | 1.804 |